# Држава
Држава је организација која има монопол власти у одређеној друштвеној заједници, поставља се као сила изнад друштва ради заштите поретка. Држава као организација у класном друштву заступа првенствено интересе владајуће класе, али својим деловањем обавезна је да штити интересе осталих делова друштва. Државе могу и не морају да буду суверене. На пример, федералне државе су чланице федерације, и могу да имају само парцијални суверенитет, али су ипак државе. Неке државе су потчињене спољашњем суверенитету или хегемонији, при чему ултиматни суверенитет лежи у другој држави. Државе које имају суверенитет су познате као суверене државе.
Појам државе се може дефинисати по међународној и унутрашњој улози. На међународном нивоу држава је суверено тело. Суверенитет чине дефинисане и међународно признате границе и потпуна власт државе на тој територији (као и становништво које стално насељава територију државе). Када територија не испуњава те основне услове она постаје неуспела држава. Пример неуспеле државе је Сомалија, где не постоји власт која има суверенитет над територијом окруженом границама.
Две најзаступљеније теорије на нашим просторима о унутрашњој улози државе су:
1. Држава је апарат за принуду. По овој теорији држава постоји да би осигурала да свако испуни своје законске обавезе, као што су исплата дугова, поштовање приватне својине итд.
2. Држава испуњава принципе друштвеног уговора. Друштвени уговор је подразумевани уговор између сваког појединца и државе. Отац овог израза је Жан Жак Русо. Друштвени уговор се заснива на томе да држава треба да заштити природна права сваке особе. Природна права су право на живот, право на слободу и право на имовину. У замену за ту заштиту, свака особа мора да испуњава одређене дужности према држави, као што је плаћање пореза. Оваква идеја улоге државе у друштвеном уговору је прихваћена у свим западним демократијама.

Атрибути државе су територија — географско пространство, становништво — људи настањени на територији који имају држављанство и државна власт — највиша и суверена. Термин „држава” се исто тако може односити на секуларне гране власти унутар државе, често као начин наглашавања разлике од цркви и цивилних институција. Особе које говоре амерички енглески често користе термине држава и влада као синониме, при чему се обе речи односе на организовану политичку групу која врши власт над датом територијом.
Многим људским друштвима су владале државе током миленијума, док су друга била бездржавна друштва. Током времена мноштво различитих форми је развијено, користећи разне врсте оправдања за своје постојање (као што је божанско право краљева, теорија друштвеног уговора, etc.). У 21. веку, модерна национална држава је предоминантна форма државе којој су људи подложни.

## Дефиниција
Не постоји академски консензус по питању најподесније дефиниције државе. Термин „држава” се односи на сет различитих, али међусобно повезаних и често преклапајућих, теорија о датом опсегу политичких феномена. На чин дефинисања термина се може гледати као на део идеолошког сукоба, пошто различите дефиниције доводе до различитих теорија државних функција, и као резултат валидацију различитих политичких стратегија. Према Џефрију и Пејнтеру, „ако дефинишемо суштину државе на једном месту или ери, неминовно ћемо уочити да у неком другом времену или простору нешто што је такође схватано као држава има различите есенцијалне карактеристике”.
Најчешће кориштена дефиниција је дефиниција Макса Вебера, којом се описује држава као мандаторна политичка организација са централизованом владом која одржава монопол легитимне употребе силе унутар одређене територије. Опште категорије државних институција обухватају административну бирократију, правне системе, и војне или религиозне организације.
Још једна широко прихваћена дефиниција државе је дата на Монтевидејској конвенцији о Правима и дужностима државе из 1933. године. По овој дефиницији држава је простор који поседује следеће: перманентну популацију, дефинисану територију и владу који је способна да одржава ефективну контролу над кореспондирајућом територијом и да спроводи међународне односе са другим државама.
Према Оксфордском енглеском речнику, држава је „а. организована политичка заједница под једном владом; комонвелт; нација. б. таква заједница која чини део федералне републике, на пример. САД”.
Оно што уноси забуну у проблем дефинисања термина је да се појмови „држава” и „влада” често синонимно користе у свакодневној конверзацији, па чак и у неким академским предавањима. Према једној дефиниционој схеми, државе су нефизичке особе у смислу међународног права, док су владе организације које сачињавају људи. Однос између владе и њене државе има својство представништва и овлашћене агенције.

## Међународно право
Међународно право не садржи дефиницију државе. Покушаји чињени у том правцу, у оквиру Уједињених нација остали су безуспешни, због супротних идеолошких ставова и приступа овом питању.
Тешкоће у дефинисању и утврђивању правних критеријума државе долазе делимично и отуда, што, посматрајући државу са становишта унутрашњег права имамо у виду, пре свега, њен однос према појединцима, њеним субјектима који су јој потчињени. Међутим са становишта међународног права, државу посматрамо првенствено у односу на друге државе, које су са правне тачке потпуно равноправне.

### Критеријуми државности
Наука међународног права акценат ставља на критеријуме државности. Да би се једна јединка могла сматрати државом, потребно је да поседује:
1. постојано становништво
2. утврђену територију и
3. суверену власт[20]

Постојано становништво
Држава је организована заједница, а то претпоставља становништво настањено на једној одређеној територији. Номадским племенима која нису везана за једну територију није признато својство субјекта међународног права. Везе између државе и становништва су различите, зависно од личног положаја становника. Најмногобројнији и најзначајнији део становништва представљају држављани; они поседују на територији државе максимална права, али и најтеже обавезе. У односу на држављане, држава поседује пуну територијалну и персоналну надлежност, што значи да су држављани подвргнути извесним обавезама, на пример, војној, ако бораве на територији друге државе. Исто тако, држава има право дипломатске заштите свог држављанина, без обзира на место његовог боравка.
Међу становништвом једне територије може бити и известан број страна чији је положај регулисан посебним унутрашњим прописима или међународним конвенцијама. Коначно, један део становништва може представљати и националну мањину која је подвргнута под специјални режим.
Бројност становништва није увек одлучујући моменат, будући да има веома малих држава, нпр. Исланд или Луксембург. Нагла пролиферација држава уследила је кроз процес деколонизације, распадом Совјетског Савеза и насилним разарањем Југославије. Држава јесте статусни симбол за улазак у међународну заједницу, али треба додати да „мини” државе данас представљају велики проблем, који се нашао на дневном реду Генералне скупштине и Савета безбедности уназад последњих десет и више година. Многе од њих су само фиктивне државе, јер не поседују ни економски, ни безбедносни потенцијал за самосталан живот. Формална прокламација суверенитета не значи и ефективни суверенитет.
Утврђена територија
Држава је територијална организација са сопственим механизмом. Другим речима, државна територија је други, битан елемент државе. Територија има и психолошки значај за народ; национални понос се буди кад је територија угрожена, нарочито историјска места везана за прошлост народа. Државна територија, по правилу, мора бити утврђена граничном линијом. Међутим, понекад политички мотиви имали су превагу над правним критеријумима, па су државе признате као субјекти и пре него што су биле утврђене државне границе.
У току Првог светског рата признато је низ нових држава, а да питање њихове територије није било решено. Израел је проглашен за независну државу и примљен у чланство Уједињених нација, а да дефинитивно разграничење његове територије није извршено. Проблем је нарочито сложен у вези са признањем независности земаља које су тек изашле из колонијалног статуса. Колонијалне силе повлачиле су границе својих поседа зависно од моћи, потреба, интереса а често и међусобног ценкања; те околности су условиле да бивши колонијални поседи стицањем независности нису имали решен проблем својих сопствених граница. Но било би свакако неосновано при овако специфичним условима захтевати примену напред поменутих критеријума.
Суверена власт
Трећи елемент, суверена власт, управо карактерише државу и по њему се држава разликује од осталих организација. Сувереност државне власти огледа се у супремацији државне власти према свим другим властима унутар те државе, у независности при обављању своје интерне мисије и своје функције на међународном плану. Суверена власт државе је изворна — оригинална, и не изводи се ни из какве друге власти. Тај изворни карактер власти немају, на пример, други субјекти међународног права, као што је било Друштво народа или данас Уједињене нације, које поседују изведену власт тј. власт коју су државе добровољно пренеле на те организације.
Проблем дефинисања суверене власти изазива у пракси често велике тешкоће. Полази се обично од претпоставке да власт има ефективну контролу и моћ владања на целој територији. Поучан је у том погледу пример Финске 1917/18, која се отцепила од Русије у току Октобарске револуције, али су се на њеној територији водиле борбе. Комитет правника формиран од Друштва народа 1922, поводом спора између Финске и Шведске, по питању Аландских острва, у свом извештају истакао је:
Кроз дужи временски период нису постојали услови који се захтевају за формирање суверене државе. У јеку револуције и анархије недостајали су извесни битни елементи за постојање државе [...] Политички и друштвени живот био је дезорганизован; власт није била довољно јака да би се одбранила [...] надаље, оспорена је легалност законодавне Скупштине од већег дела становништва [...] Тешко је рећи ког датума је Финска Република дефинитивно конституисана као суверена држава у правом смислу речи. То свакако није био случај пре но што је створена стабилна политичка организација и пре но што су јавне власти постале довољно јаке да се заштите на целој територији земље, без помоћи страних трупа.

### Признање држава
Да би држава добила признање мора имати глас да од свих осталих држава.
Исто тако мора да има стабилну економију и политику

### Сукцесија држава
Сукцесија држава је правни процес у међународном праву који означава промену територијалног суверенитета, при чему једна држава замењује другу у међународно признатим правима и обавезама на одређеној територији. Овај процес се може догодити на разне начине, као што су разбијање држава, уједињење, припајање или стицање независности.